# 大卡陶區

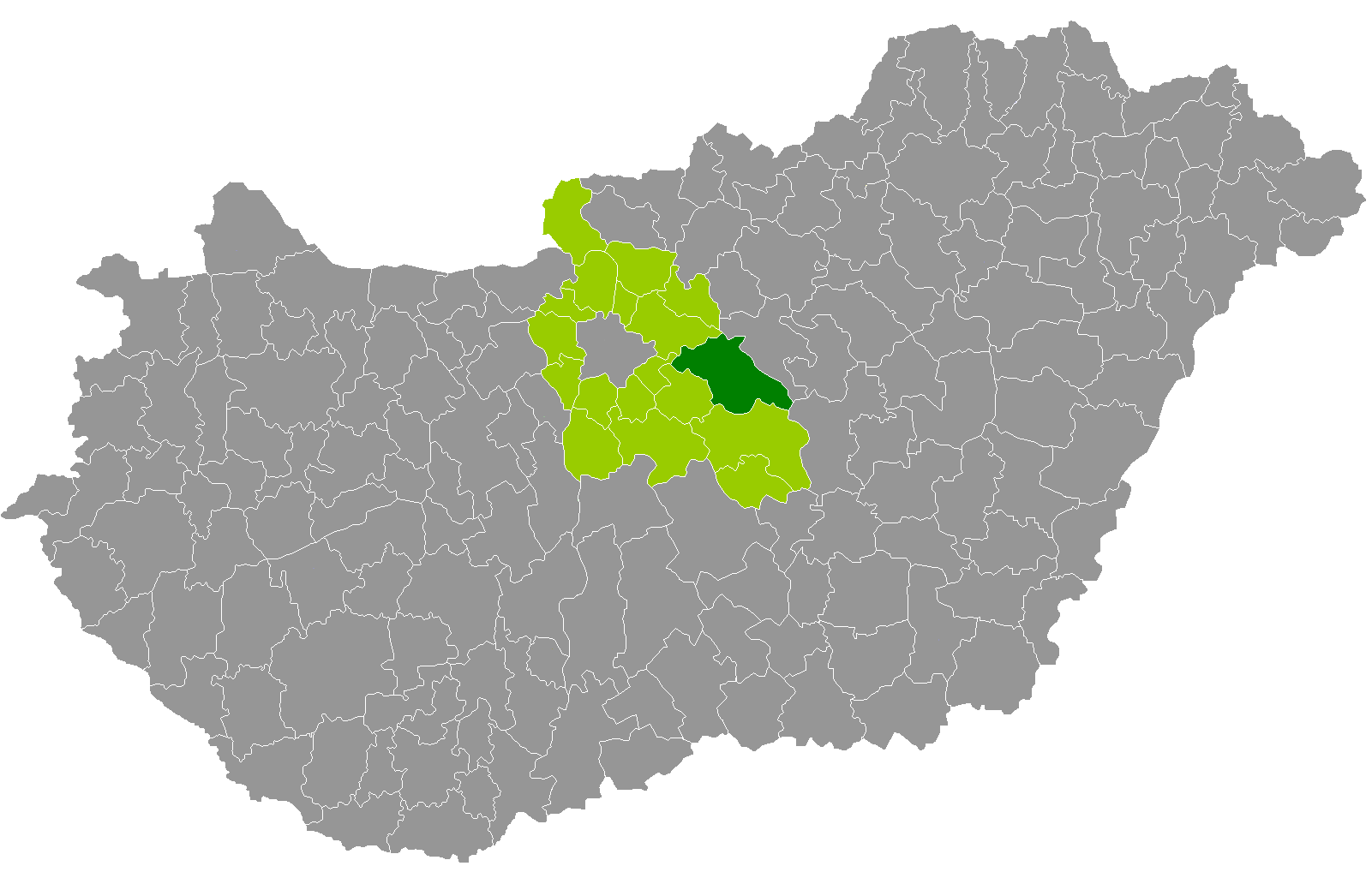

47°25′00″N 19°44′00″E / 47.4167°N 19.7333°E
大卡陶區（匈牙利語：Nagykátai járás），是匈牙利的一個區，位於該國北部，由佩斯州負責管轄，首府設於大卡陶，面積710平方公里，2011年人口73,959，人口密度每平方公里104人。

## 市镇
大卡陶區包含3个城镇、两个大村和10个村庄。